# المؤتمر الوطني العراقي
المؤتمر الوطني العراقي وهي جماعة كانت معارضة لنظام صدام حسين في العراق كان يقوده أحمد الجلبي ونشط بعد مشاركته في الحرب الأهلية في كردستان العراق. تأسس الحزب بعد فشل الانتفاضة الشعبانية في العراق في سنة 1992.

## أعضاؤه
- أحمد الجلبي، رئيساً حتى وفاته.
- آراس حبيب كريم، رئيساً بعد وفاة الجلبي.
- نبيل الموسوي، متحدثاً رسمياً ومساعداً لأحمد الجلبي.
- انتفاض قنبر: ضابط عراقي في القوة الجوية العراقية، ثم سياسي معارض لحكم الرئيس العراقي صدام حسين،[2] وكان عضواً في المؤتمر الوطني العراقي، والمتحدث باسمه،[3][4] ومن أهمّ مساعدي أحمد الجلبي،[5][6] وممثل للكتلة النيابية لأحمد الجلبي في مجلس النواب،[7] عُيّنَ نائباً للملحق العسكري لسفارة العراق في الولايات المتحدة الأمريكية،[8][9] ثم انشق عن حزب أحمد الجلبي،[10] وهو رئيس مؤسسة المستقبل في واشنطن،[11][12] ورئيس حزب المستقبل الدستوري،[13] قال عبد الكريم العلوجى في كتابه (الاختراق الإسرائيلي للعراق) "ومن قادة المعارضة العراقية الذين دخلوا في علاقات مع إسرائيل: نوري عبد الرزاق وأحمد الجلبي وانتفاض قنبر".[14][15]